# Knut Beckstrand
Knut Beckstrand, född 17 december 1704 i Torpa församling, Östergötlands län, död 14 april 1781 i Torpa församling, Östergötlands län, var en svensk präst.

## Biografi
Knut Beckstrand föddes 1704 i Torpa församling. Han var son till bonden Gunnar Knutsson och Karin Svensdotter på Bubbetorp. Beckstrand blev 1728 student vid Uppsala universitet och prästvigdes 15 december 1735. Han blev 1734 kollega vid Vimmerby trivialskola och 1738 komminister i Hycklinge församling Den 7 maj 1766 blev han kyrkoherde i Torpa församling. Han avled 1781 i Torpa församling.

## Familj
Beckstrand gifte sig 20 januari 1736 med Sara Jakobsdotter (död 1782), boende Månhult i Malexanders församling. De fick tillsammans barnen fältväbeln Conrad Beckstrand (född 1737) vid Jönköpings regemente, Anna Greta Beckstrand som var gift med trumpetaren Per Julius Molander och kaptenen Nils Jakob Beckstrand (1752–1816) vid Kalmar regemente.